# KVK Westhoek
Maillots
Actualités
Dernière mise à jour : 6 août 2018.
Le Koninklijke Voetbal Klub Westhoek est un club belge de football localisé à Ypres dans le Westhoek, tout à l'Ouest de la Province de Flandre occidentale. Porteur du « matricule 100 », ce club qui évolue en rouge et blanc évolue en D2 Amateur lors de la saison 2018-2019.
Ce club tire son nom actuel d'une fusion, survenue en 2013, entre le KBS Poperinge et le KVK Ypres, lui-même issu d'une précédente fusion en 1974 entre deux cercles de la localité, le K. VCS Ieper (matricule 100) et le White Star Ieper (matricule 3070).

## Repères historiques
- 1901 : fondation de FOOTBALL CLUB YPROIS
- 1920 : 01/09/1920, FOOTBALL CLUB YPROIS s'affilie à l'URBSFA sous la dénomination de CERCLE SPORTIF YPROIS.
- 1926 : 21/12/1926, CERCLE SPORTIF YPROIS se voit attribuer le matricule 100.
- 1938 : fondation de WHITE STAR IEPER, qui s'affilie à l'URBSFA le 14/08/1938 et se voit attribuer le matricule 3070.
- 1940 : Fondation de BLUE STAR POPERINGE qui s'affilie à l'URBSFA et se voit attribuer le matricule 3172.
- 1951 : Reconnu « Société Royale », CERCLE SPORTIF YPROIS (100) adapte son nom en ROYAL CERCLE SPORTIF YPROIS (100), le 19/06/1951.

- 1954 : ROYAL CERCLE SPORTIF YPROIS (100) accède aux séries nationales pour première fois de son histoire. Cette première expérience dure six saisons.

- 1968 : 01/07/1968, ROYAL CERCLE SPORTIF YPROIS (100) change son appellation et devient KONINKLIJKE VERENIGING CERCLE SPORTIF IEPER (100).
- 2009 : 01/07/1974, ROYAL CERCLE SPORTIF YPROIS (100) fusionne avec WHITE STAR IEPER (3070) pour former KONINKLIJKE VOETBAL CLUB IEPER (100).
- 1990 : Reconnu Société Royale BLUE STAR POPERINGE (3172) adapte son appellation en KONINKLIJKE BLUE STAR POPERINGE (3172).
- 2009 : KONINKLIJKE VOETBAL CLUB IEPER (100) accède à la Division 3 pour la première fois.
- 2013 : 01/07/2013, KONINKLIJKE VOETBAL CLUB IEPER (100) fusionne avec KONINKLIJKE BLUE STAR POPERINGE (3172) pour former KONINKLIJKE VOETBAL KLUB WESTHOEK (100).

## Personnalités
- Johan Vermeersch

## Résultats dans les divisions nationales
Statistiques mises à jour le 9 décembre 2024 (terme de la saison 2023-2024)

### Palmarès
- 1 fois champion de Belgique de Promotion en 2009.

### Bilan
| Niv | Divisions     | Jouées | Titres | TM Up | TM Down |
| --- | ------------- | ------ | ------ | ----- | ------- |
| I   | 1re nationale | 0      | 0      |       |         |
| II  | 2e nationale  | 0      | 0      |       |         |
| III | 3e nationale  | 1      | 0      |       |         |
| IV  | 4e nationale  | 34     | 0      | 5     |         |
| V   | 5e nationale  | 1      | 0      |       |         |
|     |               |        |        |       |         |
|     | TOTAUX        | 36     | 0      | 5     | 0       |

- TM Up : test-match pour départager des égalités, ou toutes formes de Barrages ou de Tour final pour une montée éventuelle.
- TM Down : test-match pour départager des égalités, ou toutes formes de Barrages ou de Tour final pour le maintien.

### Classements saison par saison
| Ordre               | Saison  | Nom du club  | Niveau                         | Classement final | Remarques                            |
| ------------------- | ------- | ------------ | ------------------------------ | ---------------- | ------------------------------------ |
| 1                   | 1954-55 | KVK Ypres    | Promotion série C              | 7e/16            |                                      |
| 2                   | 1955-56 | KVK Ypres    | Promotion série A              | 4e/16            |                                      |
| 3                   | 1956-57 | KVK Ypres    | Promotion série D              | 9e/16            |                                      |
| 4                   | 1957-58 | KVK Ypres    | Promotion série A              | 5e/16            |                                      |
| 5                   | 1958-59 | KVK Ypres    | Promotion série B              | 4e/16            |                                      |
| 6                   | 1959-60 | KVK Ypres    | Promotion série C              | 15e/16           | Relégué!                             |
| séries provinciales |         |              |                                |                  |                                      |
| 7                   | 1961-62 | KVCS Yprois  | Promotion série A              | 4e/16            |                                      |
| 8                   | 1962-63 | KVCS Yprois  | Promotion série D              | 6e/16            |                                      |
| 9                   | 1963-64 | KVCS Yprois  | Promotion série A              | 2e/16            |                                      |
| 10                  | 1964-65 | KVCS Yprois  | Promotion série B              | 3e/16            |                                      |
| 11                  | 1965-66 | KVCS Yprois  | Promotion série D              | 7e/16            |                                      |
| 12                  | 1966-67 | KVCS Yprois  | Promotion série B              | 4e/16            |                                      |
| 13                  | 1967-68 | KVCS Yprois  | Promotion série A              | 7e/16            |                                      |
| 14                  | 1968-69 | KVCS Ypres   | Promotion série A              | 6e/16            |                                      |
| 15                  | 1969-70 | KVCS Ypres   | Promotion série C              | 7e/16            |                                      |
| 16                  | 1970-71 | KVCS Ypres   | Promotion série D              | 5e/16            |                                      |
| 17                  | 1971-72 | KVCS Ypres   | Promotion série D              | 13e/16           |                                      |
| 18                  | 1972-73 | KVCS Ypres   | Promotion série B              | 14e/16           | Relégué!                             |
| séries provinciales |         |              |                                |                  |                                      |
| 19                  | 1989-90 | KVK Ypres    | Promotion série A              | 15e/16           | Relégué!                             |
| séries provinciales |         |              |                                |                  |                                      |
| 20                  | 2007-08 | KVK Ypres    | Promotion série A              | 10e/16           |                                      |
| 21                  | 2008-09 | KVK Ypres    | Promotion série A              | 5e/16            | Promu via Tour final!                |
| 22                  | 2009-10 | KVK Ypres    | Division 3 série A             | 17e/19           |                                      |
| 23                  | 2010-11 | KVK Ypres    | Promotion série A              | 4e/16            | Tour final!                          |
| 24                  | 2011-12 | KVK Ypres    | Promotion série A              | 2e/16            | Tour final!                          |
| 25                  | 2012-13 | KVK Ypres    | Promotion série A              | 2e/16            | Tour final!                          |
| 26                  | 2013-14 | KVK Westhoek | Promotion série A              | 3e/16            | Tour final!                          |
| 27                  | 2014-15 | KVK Westhoek | Promotion série A              | 5e/16            |                                      |
| 28                  | 2015-16 | KVK Westhoek | Promotion série A              | 3e/16            | Promu!                               |
| 29                  | 2016-17 | KVK Westhoek | Division 2 Amateur VFV série A | 13e/16           |                                      |
| 30                  | 2017-18 | KVK Westhoek | Division 2 Amateur VFV série A | 5e/16            |                                      |
| 31                  | 2018-19 | KVK Westhoek | Division 2 Amateur VFV série A | 10e/16           |                                      |
| 32                  | 2019-20 | KVK Westhoek | Division 2 Amateur VFV série A | 11e/16           |                                      |
| 33                  | 2020-21 | KVK Westhoek | Nationale 2 VV série A         | N/A              | saison annulée en raison du Covid-19 |
| 34                  | 2021-22 | KVK Westhoek | Nationale 2 VV série A         | 13e/16           |                                      |
| 35                  | 2022-23 | KVK Westhoek | Nationale 2 VV série A         | 17e/18           | Relegué!                             |
| 36                  | 2023-24 | KVK Westhoek | Nationale 3 VV série A         | 1er/16           | Champion et Promu!                   |
| 37                  | 2024-25 | KVK Westhoek | Nationale 2 VV série A         | .../16           |                                      |